# 1562 v. Chr.
Portal Geschichte | Portal Biografien | Aktuelle Ereignisse | Jahreskalender | Tagesartikel

◄ |
17. Jahrhundert v. Chr. |
16. Jahrhundert v. Chr. |
15. Jahrhundert v. Chr. |
►

1550er v. Chr. |
1540er v. Chr. |
►

1562 v. Chr. |
1561 v. Chr. |
1560 v. Chr. |
1559 v. Chr. |
► |
►►

## Gestorben

### Genaues Todesdatum unbekannt
- Tai Wu, König über China (* unbekannt)